# Мемориал братьев Знаменских 2005
47-й Мемориал братьев Знаменских — международный турнир по лёгкой атлетике, входивший в серию IAAF Grand Prix. Прошёл 24-25 июня 2005 года на Центральном стадионе в Казани, Россия. В ходе соревнований был разыгран 31 комплект наград, 15 среди мужчин и 16 среди женщин. Некоторые из дисциплин имели всероссийский статус и не являлись частью Гран-при.
Метательница молота Екатерина Хороших установила рекорд соревнований в своей дисциплине — 74,31.

## Результаты

### Мужчины
| Дисциплина        | Золото                       | Золото   | Серебро                    | Серебро  | Бронза                       | Бронза   |
| ----------------- | ---------------------------- | -------- | -------------------------- | -------- | ---------------------------- | -------- |
| 100 м             | Эрик Паком н’Дри Кот-д’Ивуар | 10,31    | Эрик Нканса Гана           | 10,39    | Александр Смирнов Россия     | 10,39    |
| 200 м             | Иван Теплых Россия           | 21,11    | Олег Сергеев Россия        | 21,35    | Ильдар Гафаров Россия        | 21,45    |
| 400 м             | Андрей Рудницкий Россия      | 46,48    | Евгений Лебедев Россия     | 46,99    | Дмитрий Петров Россия        | 47,09    |
| 800 м             | Рамиль Ариткулов Россия      | 1.47,55  | Максим Адамович Россия     | 1.48,07  | Юрий Колдин Россия           | 1:47,73  |
| 1500 м            | Александр Кривчонков Россия  | 3.43,78  | Андрей Осипов Россия       | 3.44,40  | Роман Коваль Россия          | 3.44,67  |
| 5000 м            | Эдвин Сой Кения              | 13.26,26 | Шадрак Лангат Кения        | 13.26,81 | Джозеф Косгеи Кения          | 13.27,18 |
| 110 м с барьерами | Игорь Перемота Россия        | 13,48    | Евгений Борисов Россия     | 13,74    | Юрий Волков Россия           | 13,89    |
| 400 м с барьерами | Александр Деревягин Россия   | 50,76    | Михаил Липский Россия      | 50,82    | Алексей Погорелов Кыргызстан | 52,04    |
| Прыжок в высоту   | Павел Фоменко Россия         | 2,28     | Андрей Сильнов Россия      | 2,28     | Вячеслав Воронин Россия      | 2,24     |
| Прыжок с шестом   | Дмитрий Стародубцев Россия   | 5,40     | Андрей Чёмов Россия        | 5,30     | Сергей Кучеряну Россия       | 5,30     |
| Прыжок в длину    | Кирилл Сосунов Россия        | 7,87     | Дмитрий Сапинский Россия   | 7,80     | Руслан Гатауллин Россия      | 7,76     |
| Тройной прыжок    | Даниил Буркеня Россия        | 17,05    | Давид Хиральт Куба         | 17,00    | Йоандри Бетансос Куба        | 16,82    |
| Толкание ядра     | Антон Любославский Россия    | 20,71    | Александр Сальников Россия | 20,09    | Иван Юшков Россия            | 20,08    |
| Метание диска     | Дмитрий Шевченко Россия      | 63,62    | Аббас Самими Иран          | 63,11    | Александр Боричевский Россия | 61,76    |
| Метание молота    | Илья Коновалов Россия        | 78,70    | Алексей Загорный Россия    | 77,22    | Сергей Кирмасов Россия       | 75,80    |

### Женщины
| Дисциплина        | Золото                        | Золото  | Серебро                   | Серебро | Бронза                       | Бронза  |
| ----------------- | ----------------------------- | ------- | ------------------------- | ------- | ---------------------------- | ------- |
| 100 м             | Екатерина Григорьева Россия   | 11,21   | Ольга Фёдорова Россия     | 11,24   | Мария Боликова Россия        | 11,27   |
| 200 м             | Юлия Гущина Россия            | 22,91   | Ольга Зайцева Россия      | 23,04   | Екатерина Кондратьева Россия | 23,09   |
| 400 м             | Светлана Поспелова Россия     | 50,30   | Олеся Зыкина Россия       | 51,37   | Мария Лисниченко Россия      | 51,58   |
| 800 м             | Светлана Черкасова Россия     | 1.56,93 | Сулия Калатаюд Куба       | 1.58,07 | Лариса Чжао Россия           | 1.58,35 |
| 1500 м            | Ольга Егорова Россия          | 3.59,47 | Юлия Чиженко Россия       | 4.00,09 | Елена Каналес Россия         | 4.03,53 |
| 3000 м            | Галина Богомолова Россия      | 8.53,62 | Екатерина Волкова Россия  | 8.54,64 | Алла Жиляева Россия          | 8.56,38 |
| 100 м с барьерами | Ирина Шевченко Россия         | 12,85   | Наталья Кресова Россия    | 12,85   | Татьяна Павлий Россия        | 13,11   |
| 400 м с барьерами | Юлия Печёнкина Россия         | 53,89   | Евгения Исакова Россия    | 55,00   | Екатерина Бахвалова Россия   | 55,99   |
| Прыжок в высоту   | Екатерина Александрова Россия | 1,95    | Коринне Мюллер Швейцария  | 1,92    | Виктория Серёгина Россия     | 1,89    |
| Прыжок с шестом   | Анастасия Кирьянова Россия    | 4,20    | Светлана Кутузова Россия  | 3,60    | —                            | —       |
| Прыжок в длину    | Оксана Удмуртова Россия       | 6,86    | Людмила Колчанова Россия  | 6,74    | Юлия Зиновьева Россия        | 6,72    |
| Тройной прыжок    | Ольга Панкова Россия          | 13,79   | Анастасия Таранова Россия | 13,75   | Татьяна Титова Россия        | 13,66   |
| Толкание ядра     | Ольга Рябинкина Россия        | 19,02   | Ольга Иванова Россия      | 18,29   | Оксана Чибисова Россия       | 17,89   |
| Метание диска     | Наталья Амплеева Россия       | 61,71   | Оксана Тучак Россия       | 60,57   | Дарья Пищальникова Россия    | 59,41   |
| Метание молота    | Екатерина Хороших Россия      | 74,31   | Ольга Кузенкова Россия    | 72,63   | Татьяна Лысенко Россия       | 71,24   |
| Метание копья     | Мария Яковенко Россия         | 59,04   | Лада Чернова Россия       | 58,50   | Марина Максимова Россия      | 54,06   |